# Сиканские горы
Сиканские горы (итал. Monti Sicani) — горный хребет на юге центральной части острова Сицилия, Италия. Находится между провинциями Агридженто и Палермо. Название получили по имени племени сикан, населявших Сицилию в бронзовом веке. Название горного хребта, в свою очередь, дало название обширной области на острове, расположенной между городами Палермо и Агридженто с севера на юг и городами Трапани и Кальтаниссетта с запада на восток. На территории Сиканских гор глиняные холмы с горными лугами перемежаются с вершинами высотой более 1000 м. Высочайшими вершинами являются Рокка-Бузамбра (1613 м) и Монте-Каммарата (1578 м).

## Описание
На территории Сиканских гор найдено много свидетельств присутствия древнего племени сикан. Большой интерес у исследователей вызывают обнаруженные здесь сооружения древней земледельческой цивилизации: стог сена (жилье, предназначенное для кочевых скотоводов), луч (жильё, с более сложной структурой, использовавшееся оседлыми земледельцами).
По территории протекают реки, главными из которых являются Платани, Созио-Вердура и Фраттина-Беличе-Синистра. Река Платани очерчивает восточную и южную географические границы Сиканских гор. Река Созио берёт начало из источника во фракции Филага, в коммуне Прицци и пересекает Сиканские горы в глубоких ущельях, расположенных в долине Ла-Валле-дель-Созио. Река Фраттина начинается из источника между Рокка-Бузамбра и Фикуццанским лесом.
На территории Сиканских гор находится несколько природных парков и заповедников: природный парк Боско-делла-Фикуцца, Рокка-Бузамбра, Боско-дель-Каппелльере и Горго-дель-Драго, заповедник Гротта-ди-Сант-Анджело-Муксаро, заповедник Гротта-ди-Энтелла и природный парк Сиканские горы. В состав последнего вошли заповедники Монте Каммарата, Монте-Дженуардо и Санта-Мария-дель-Боско, Монте-Каркачи и Монти-ди-Палаццо-Адриано и Валле-дель-Созио.

## Состав
- Рокка-Бузамбра (1613 м);
- Монте-Каммарата (1578 м);
- Монте-Джемини (1397 м);
- Монте-Барраку (1420 м);
- Пик Канджалозо (1457 м);
- Монте-делле-Розе[итал.] (1436 м);
- Серра-дель-Леоне (1316 м);
- Пик Станьятаро (1346 м);
- Пик Галлинаро (1220 м);
- Монте-Коломба (1197 м);
- Монте-Каркачи (1196 м);
- Монте-Дженуардо (1180 м);
- Пик Колобрия (1000 м).